# Грасобио
Грасобио (итал. Grassobbio) је насеље у Италији у округу Бергамо, региону Ломбардија.
Према процени из 2011. у насељу је живело 5922 становника. Насеље се налази на надморској висини од 222 м.

## Становништво
| 1936. | 1951. | 1961. | 1971. | 1981. | 1991. | 2001. | 2011. |
| ----- | ----- | ----- | ----- | ----- | ----- | ----- | ----- |
| 1.283 | 1.624 | 1.833 | 2.555 | 3.748 | 4.743 | 5.378 | 6.345 |